# Carbec l’Américain
Carbec l'américain est un roman de Philippe Simiot publié en 2002.

## Résumé
En 1827 François, général napoléonien, Malouin, veuf puis divorcé, fait des livraisons sur le Mississippi avec son petit vapeur, avec son fils Mathieu, 12 ans, que lui a ramené La Fayette l'an passé. Il dépose Mathieu au collège de Natchez avant de rentrer à La Nouvelle-Orléans. François fait évader quelques esclaves des plantations de canne à sucre. En 1828 il crée la Cie de navigation du Mississippi avec Hervé et Stephen. Avec les affluents, ça fait 18 000 km de voies navigables. Mathieu va au collège d'Orléans. Par peur de la fièvre jaune, les riches fuient de juin à octobre où une charrette ramasse les morts tous les matins. En 1830 Mathieu va au collège au Havre. François rencontre Tocqueville. En 1831 Mathieu entre à polytechnique et devient adepte de Saint-Simon : valorisation des pauvres. La CNM répartit ses 20 bateaux sur le fleuve. En 1837 François va voir Mathieu finissant l'école. Mathieu entre aux mines et il s'éprend d'une Caroline mais il apprend qu'elle est fille de François. Il démissionne des Mines et entre dans l'armée en Algérie. François reste à Saint-Malo et, en 1840, fait revenir tous ses avoirs d'Amérique. Hervé investit dans le rail. Après 5 ans, Mathieu démissionne, revient à Paris et se réconcilie avec François. En 1844 Mathieu se lance dans le rail. En 1845 il est condamné à 5 ans de prison au Mont-Saint-Michel pour injure au roi. François le fait évader et il va à La Nouvelle-Orléans. Il revient en 1848 mais François ne le reconnait plus.